# École Centrale de Lille
Die École Centrale de Lille (Centrale Lille oder EC-Lille) ist eine französische Ingenieurschule in Villeneuve-d’Ascq, auf dem Campus der Universität Lille I (Université Lille Nord de France).
Sie ist Mitglied der Conférence des Grandes Écoles und der Gruppe Centrale, einer Gruppe allgemeinwissenschaftlich orientierter Elitehochschulen für Ingenieure. Mit einem multidisziplinären Lehrplan bildet sie innerhalb von drei Jahren Ingenieure auf hohem Niveau aus, die danach hauptsächlich in der Wirtschaft arbeiten. Ziel der Ausbildung ist das sogenannte Ingenieursdiplom 'Ingénieur Centralien', das einem Master entspricht.

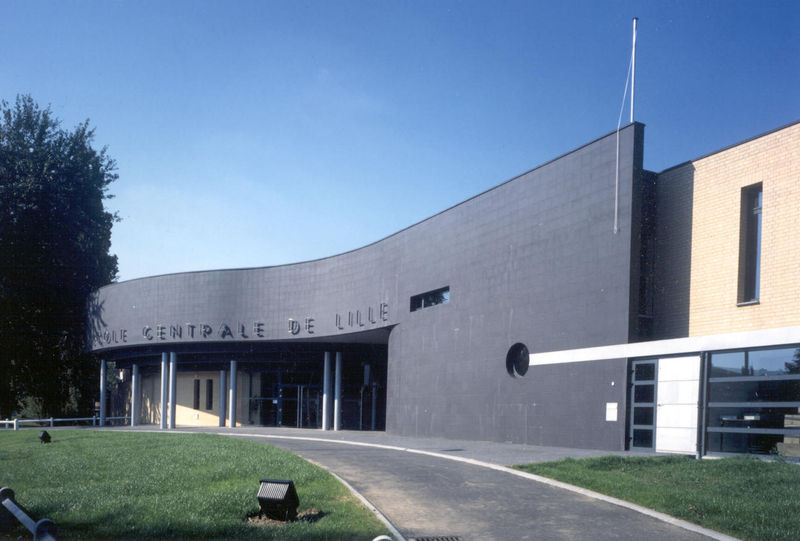
Eingang Centrale Lille

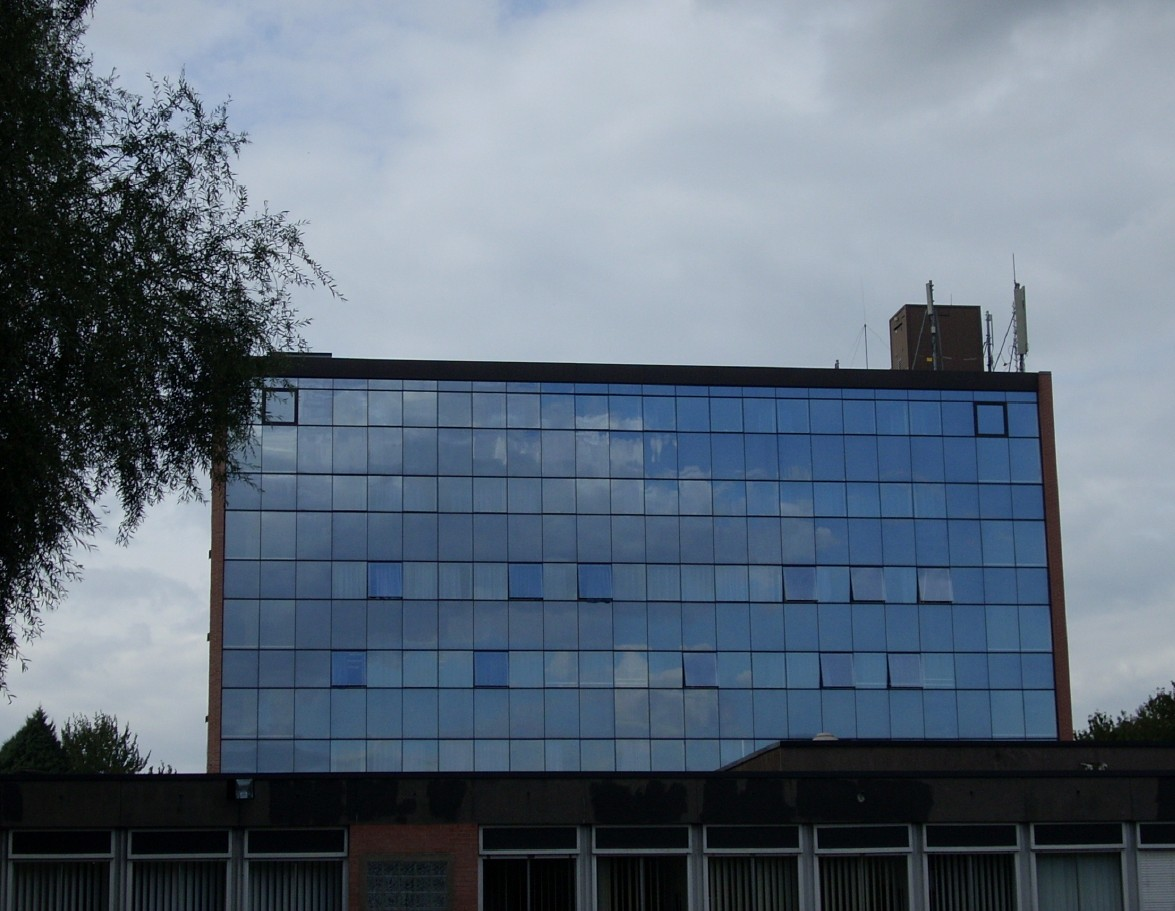
Hauptgebäude der École Centrale de Lille

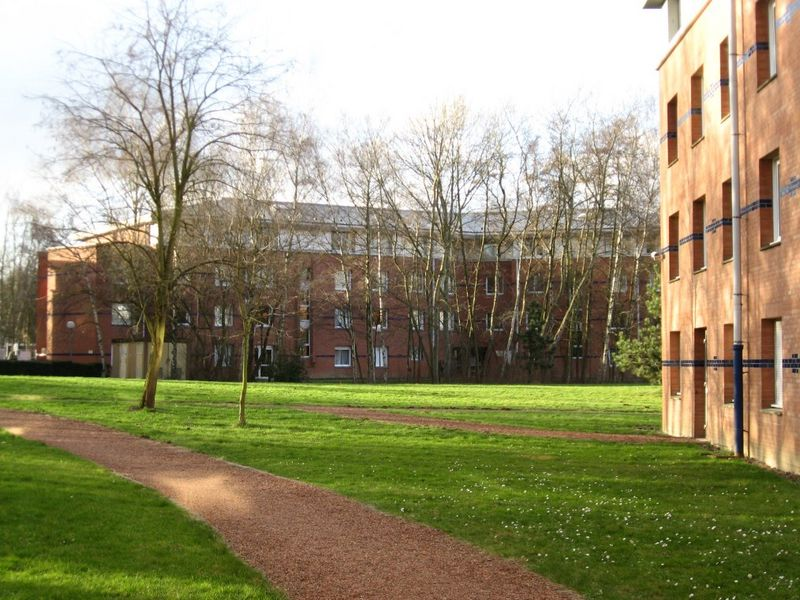
Centrale Lille – Rez

## Aufnahme
Die zukünftigen Ingenieure werden im Rahmen einer Auswahlprüfung, dem sogenannten concours, ausgewählt, die nach einer zweijährigen Vorbereitung in den classes préparatoires stattfinden. Der Hauptanteil der Studenten absolviert den concours Centrale-Supélec, ein gemeinsam organisiertes Auswahlverfahren aller écoles centrales und der Supélec. Dieses Auswahlverfahren besteht aus einer Woche schriftlicher Prüfungen im April, gefolgt von einer Woche mündlicher Prüfungen im Juli. Der Inhalt der Prüfungen ist auf die jeweiligen filières, also die Studiengänge der Studenten in den classes préparatoires ausgelegt. Die üblichen sind MP (Mathématiques-Physique), PC (Physique-Chimie), PSI (Physique-Sciences de l'Ingénieur), TSI (Technologie-Sciences de l'Ingénieur). Es ist aber auch möglich, sich mit einer naturwissenschaftlichen licence (Universitätsabschluss) zu bewerben, dafür gibt es eine spezielle Prüfung.
Im Allgemeinen haben nur die besten dieses Concours die Chance auf einer der écoles centrales akzeptiert zu werden. Im Schnitt melden sich knapp 3000 Studenten für diese Aufnahmeprüfung an (von ungefähr 22.000 Studenten im zweiten Studienjahr in einer classe préparatoire, das Jahr, in dem man die Prüfungen ablegt). Nur 472-1183 (die Anzahl variiert je nach Hochschule in der Gruppe der écoles centrales, für Centrale Lille waren es 707), wurden im Jahr 2014 für die mündlichen Prüfungen zugelassen. Der letzte genommene Student war in Centrale Lille auf Rang 628.

## Ausbildung
Das allgemeine Studium der Ingenieurwissenschaften beginnt im dritten Studienjahr. Es dauert in der Regel drei Jahre und ist folgendermaßen gegliedert:
- drei Semester gemeinsame Pflichtfächer, der sog. Tronc commun (Mathematik, Elektrotechnik, Informatik, Mechanik, Wirtschaft, Unternehmensführung, Projektmanagement...) (Semester 5, 6, 7)
- ein Semester Wahl- und Ergänzungsfächer, den Cours électifs, manchmal ersetzt durch ein Auslandssemester (Semester 8)
- ein Jahr Spezialisierung (Semester 9, 10)
- ein Stage de fin d'étude (Abschlusspraktikum) am Ende des Studiums
- Anstatt des Letzten Studienjahrs (Semester 9,10 und Abschlusspraktikum) kann auch ein Doppeldiplom-Studium im Ausland gewählt werden, in dem ein kompletter Master-of-Science-Studiengang (inkl. Masterarbeit) an einer Partneruniversität absolviert wird.
- Nach dem 8. Semester kann auch eine sog. 'Césure' gemacht werden. Diese einjährige Studienunterbrechung dient dazu, Praktika zu absolvieren oder an persönlichen, unternehmerischen Projekten zu arbeiten.

## Diplome Ecole Centrale de Lille
- Master Ingénieur Centrale Lille
- sechs Masters Forschung Ingenieurwissenschaft
- sechs Masters Professional Ingenieurwissenschaft
- Graduiertenkolleg: PhD Doctorate
- Mastère spécialisé
- Massive Open Online Course[6]

## Doppeldiplome Master Ecole Centrale de Lille
Die École Centrale de Lille zeichnet sich durch ihre internationale Offenheit aus: 18 % der Studenten kommt aus dem Ausland. Sie hat mit prestigeträchtigen Universitäten Doppeldiplomabkommen abgeschlossen:
- Technische Universität Berlin – Internationale Beziehungen (TIME Partner)
- Technische Universität München – Elektro- und Informationstechnik, Maschinenwesen (TIME Partner)
- Technische Universität Darmstadt – Doppeldiplom (TIME Partner und Socrates/Erasmus-Partner – FB_16 Maschinenbau Austauschmöglichkeiten TUD – École Centrale de Lille).
- Technische Universität Dresden (TIME Partner)
- Universität Stuttgart Uni-Stuttgart Doppeldiplomstudiengang
- Technische Universität Wien – Doppeldiplom Verordnung Bauingenieurwesen, Maschinenbau, Wirtschaftsingenieurwesen-Maschinenbau, Verfahrenstechnik, Technische Physik, Technische Mathematik (TIME Partner)
- Andere Top Industrial Managers for Europe – TIME Doppeldiplome Program Europa.

## Forschung und Graduiertenkolleg
- Graduiertenkolleg Lille Nord de France
- Centrale Lille Forschungs- und Kompetenzzentren
  - LML Laboratoire de Mécanique de Lille: Mechanik, Bauingenieurwesen
  - L2EP Laboratoire d'Électrotechnique et d'Électronique de Puissance de Lille: Elektrotechnik
  - IEMN Institut d'Électronique de Microélectronique et de Nanotechnologie: Mikroelektronik
  - LAGIS Laboratoire d'Automatique, Génie Informatique & Signal: Regelungstheorie, Informatik, Signalverarbeitung
  - LCL Laboratoire de Catalyse de Lille: Chemieingenieurwesen
  - LRGI Laboratoire de Recherche en Génie Industriel: Wirtschaftsingenieur
  - Équipe de recherche en Sciences des Matériaux: Materialwissenschaft.

## Campus
Die École Centrale de Lille liegt inmitten der sog. Cité Scientifique auf dem Campus Lille I (Campus der 'Université des Sciences et Technologies de Lille (USTL) in Villeneuve-d’Ascq mit ca. 20.000 Studenten).
Mit der Métro-Linie 1 kann man an der Station 'Quatre Cantons' aussteigen, 50 Meter von der École Centrale de Lille entfernt.
Die meisten der Studenten wohnen in der Résidence Leonard de Vinci, einem Wohnheim, welches 600 Bewohnern Platz bietet und circa 10 Gehminuten von der École Centrale entfernt liegt.

## Persönlichkeiten

### Professoren

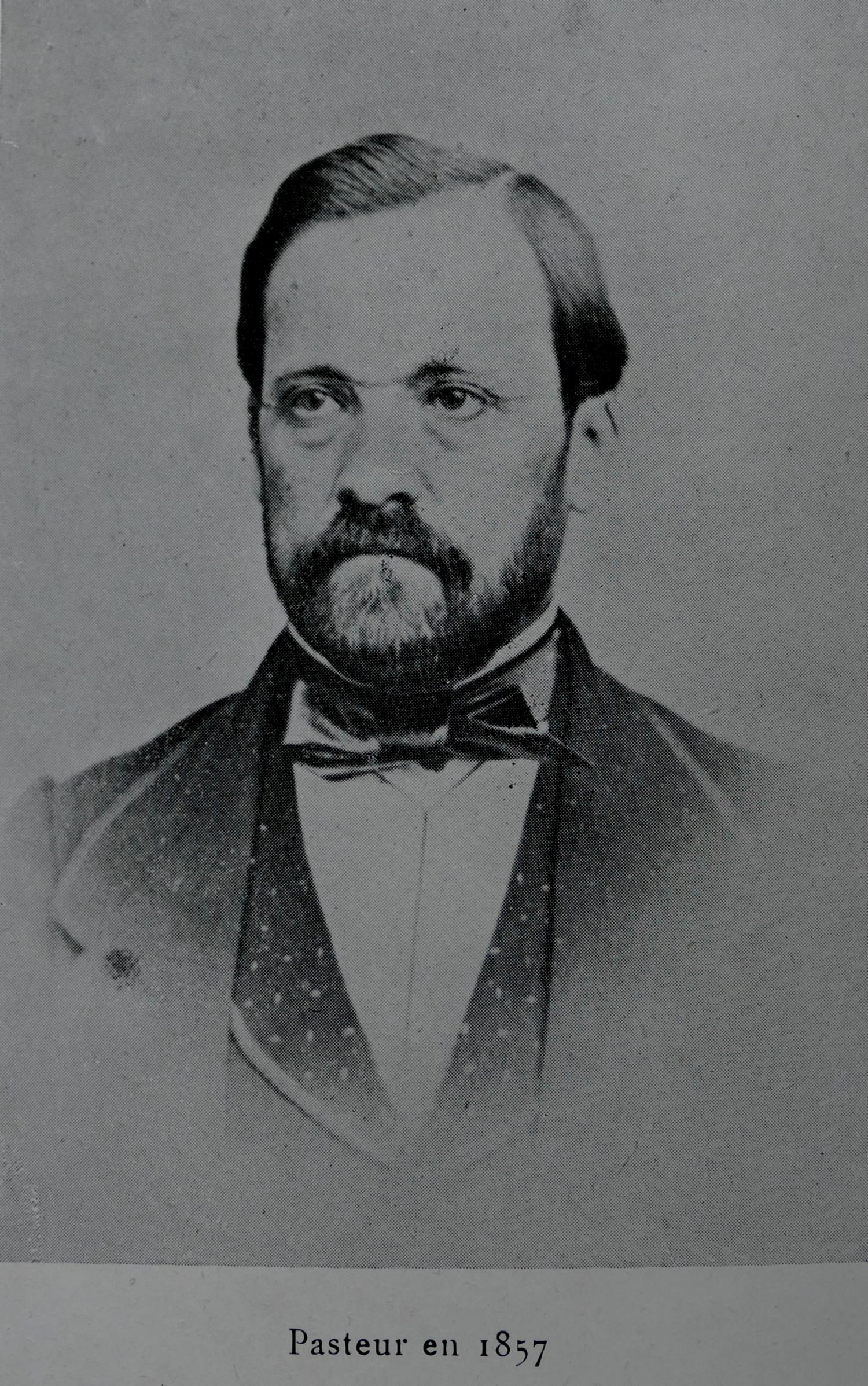
Louis Pasteur, Wissenschaftler
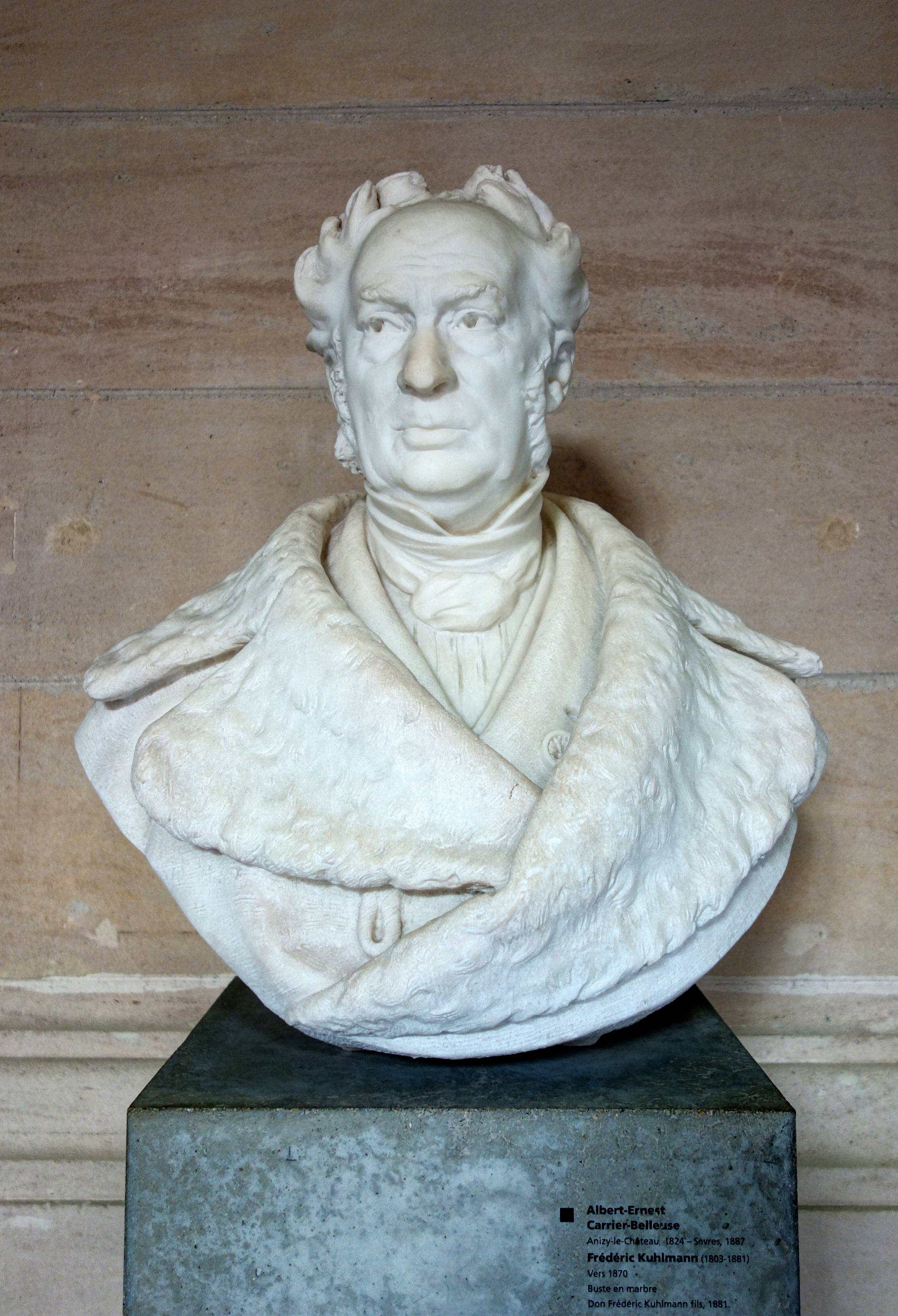
Frédéric Kuhlmann, Professor für Chemie und Industrieller
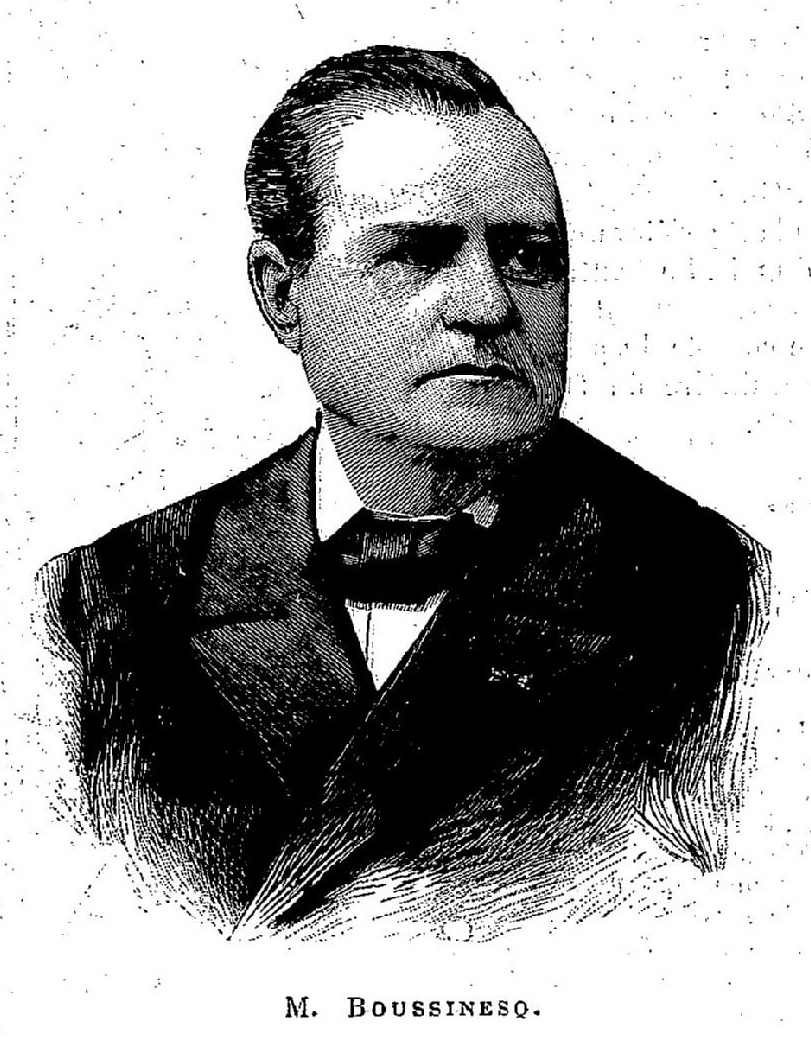
Joseph Boussinesq, Mathematiker und Physiker (Boussinesq-Approximation)
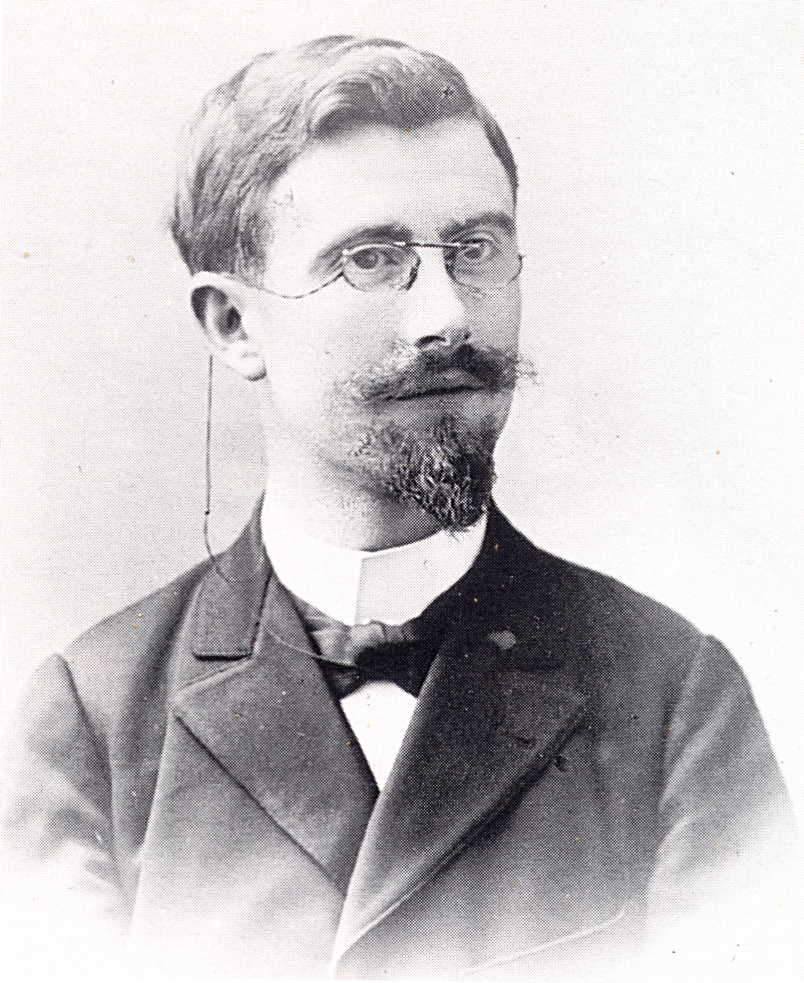
Bernard Brunhes, Geophysiker
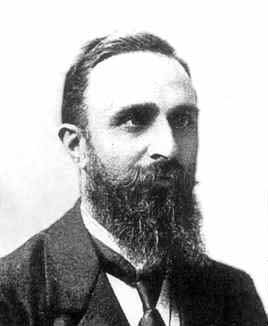
Henri Padé, Professor für Mathematik (Padé-Approximation)
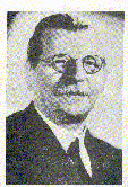
Albert Châtelet, Mathematiker und Politiker
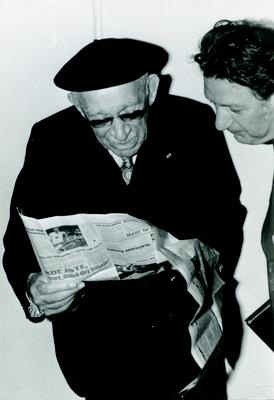
Joseph Kampé de Fériet, Professor für Fluidmechanik und Informationstheorie

### Absolventen

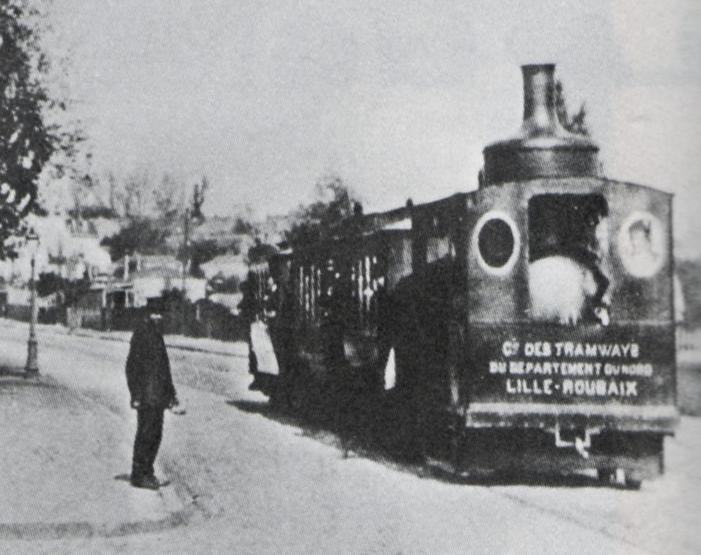
Léon Francq (1866), Eisenbahnunternehmer und Miterfinder der Dampfspeicherlokomotive
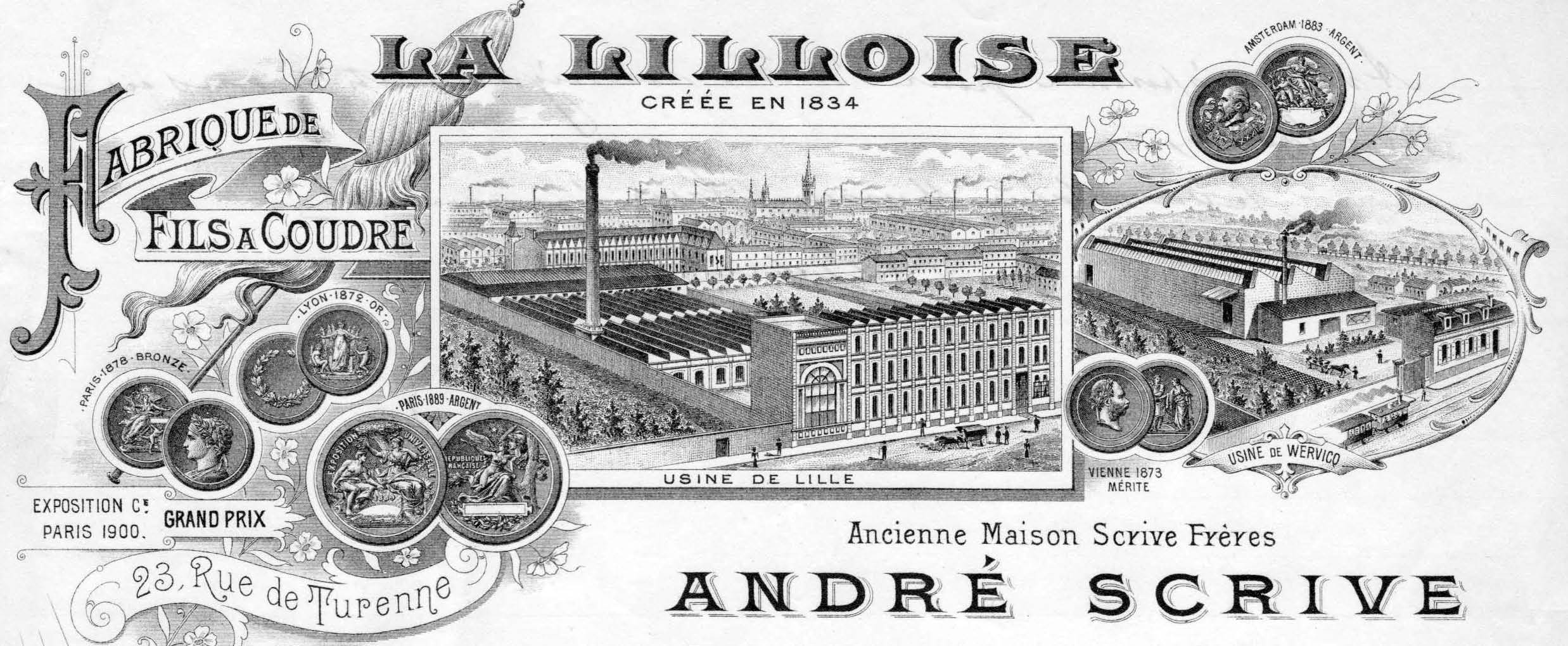
André Scrive (1868), Textilunternehmer und Hersteller von Spinnmaschinen
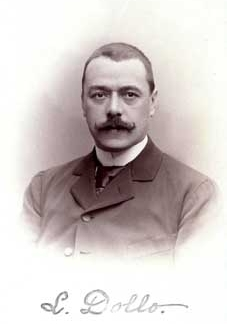
Louis Dollo (1877), Paläontologe (Dollosches Gesetz)
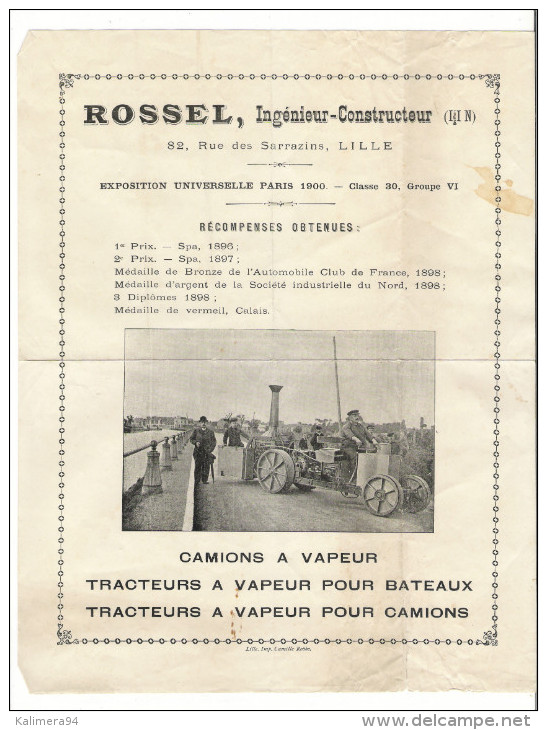
Édouard Rossel (1882), Automobilhersteller
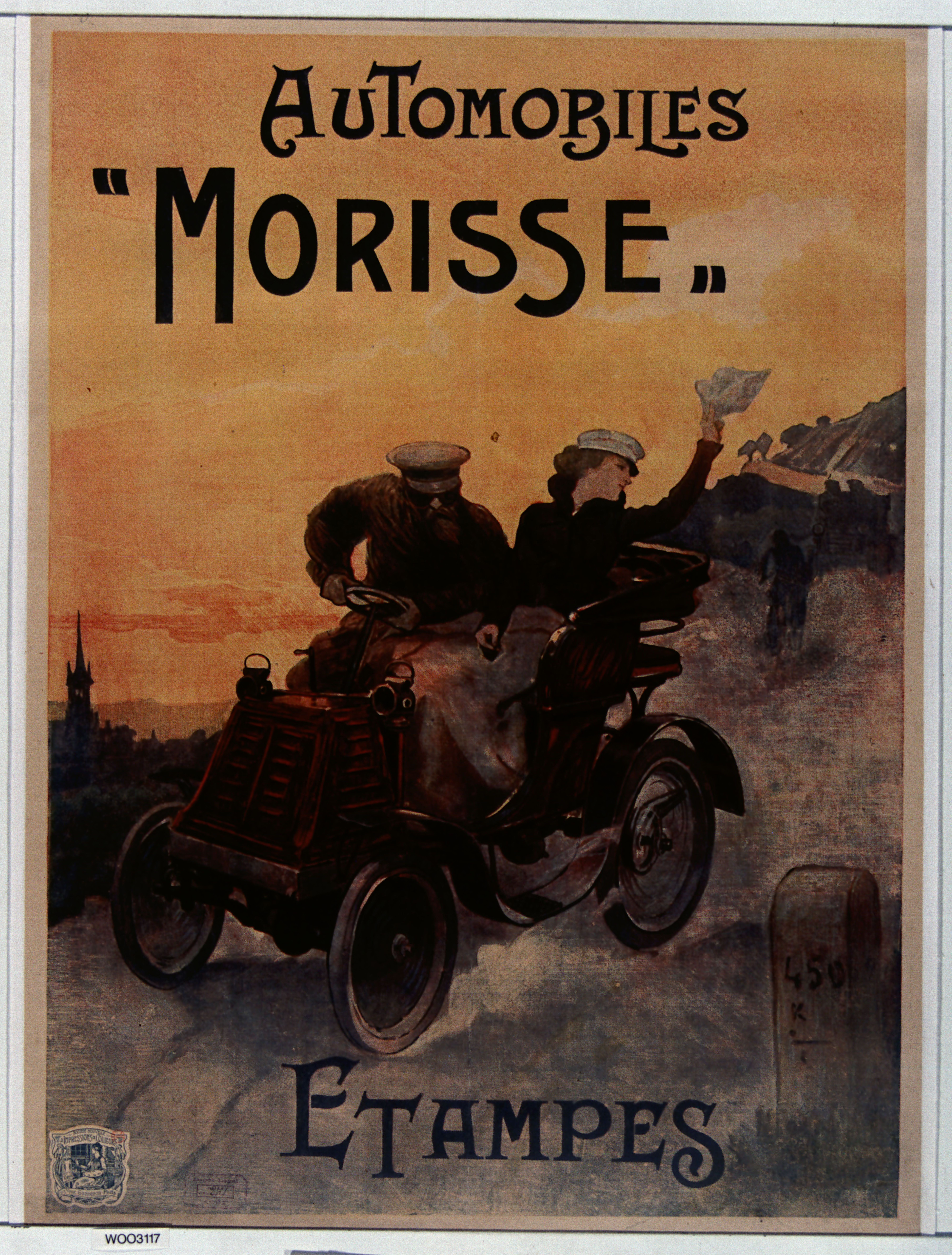
Pierre Morisse (1887), Gründer des Automobilherstellers P. Morisse et Cie
Jacques Vandier (1895), Gründer der Société Anonyme Française du Ferodo, heute Valeo (Automobilzulieferer)
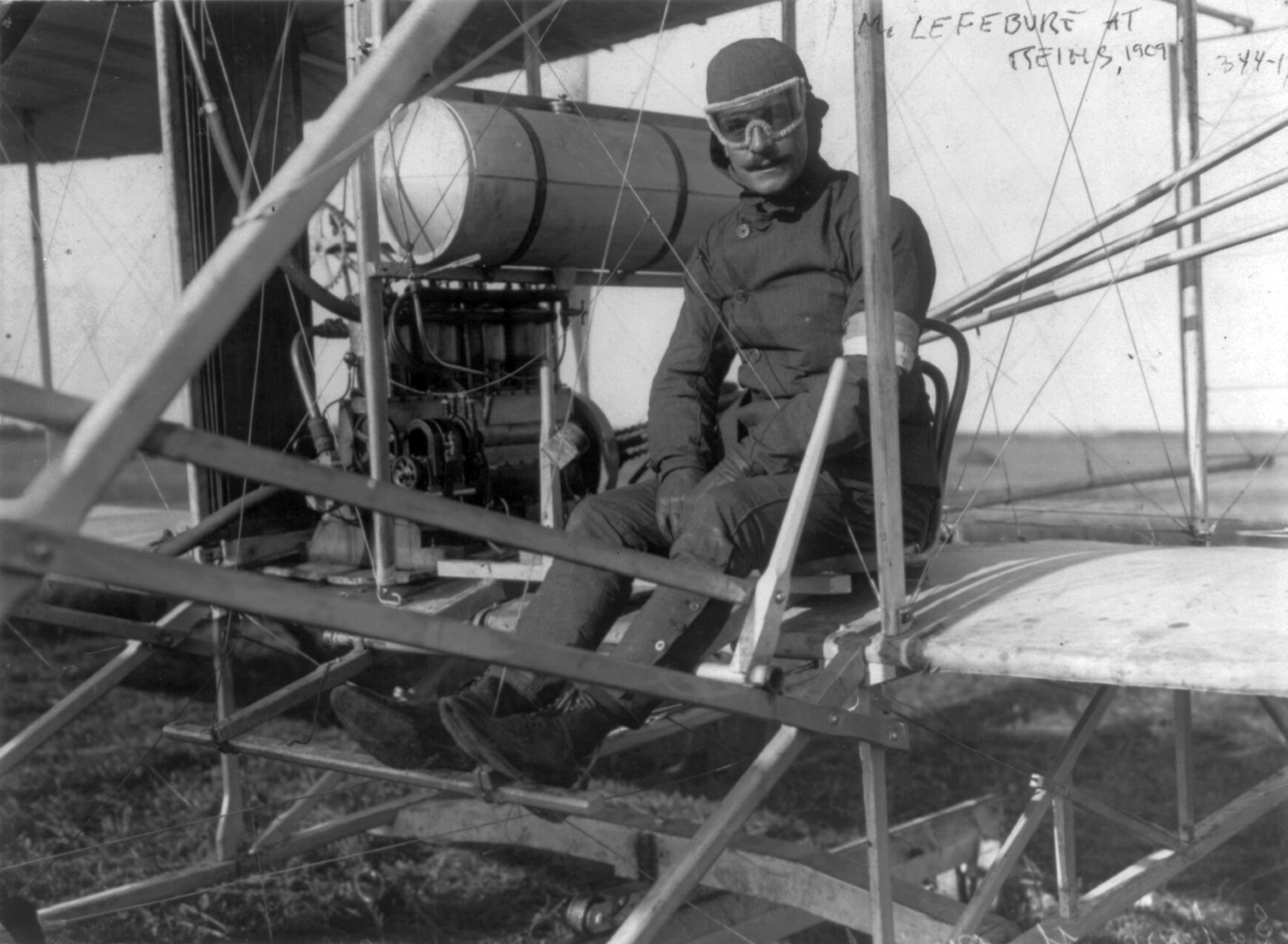
Eugène Lefebvre (1898), Testpilot und Luftfahrtpionier.
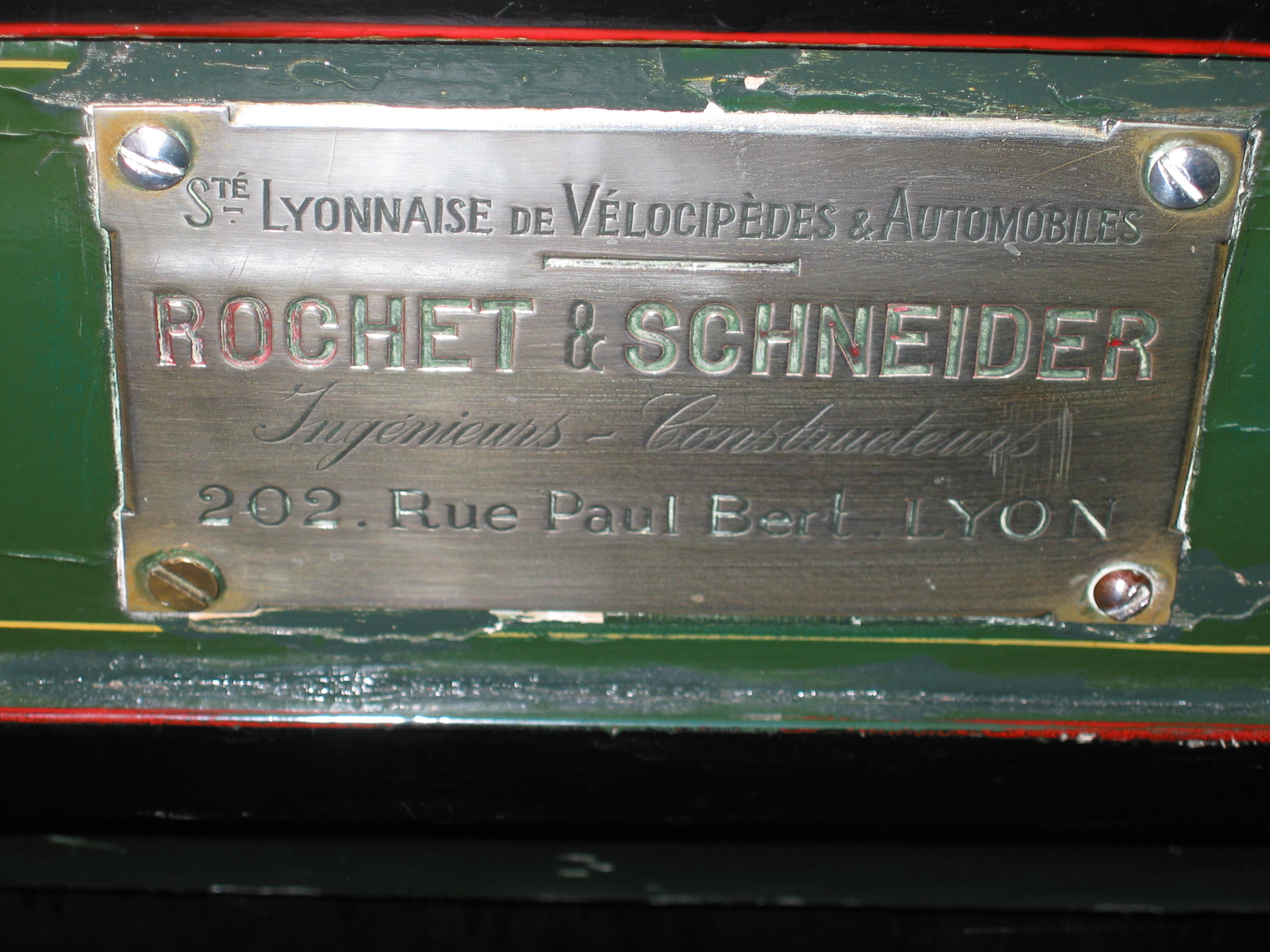
Paul Engelhardt (1899), Geschäftsführer von Rochet-Schneider zwischen 1914 und 1936
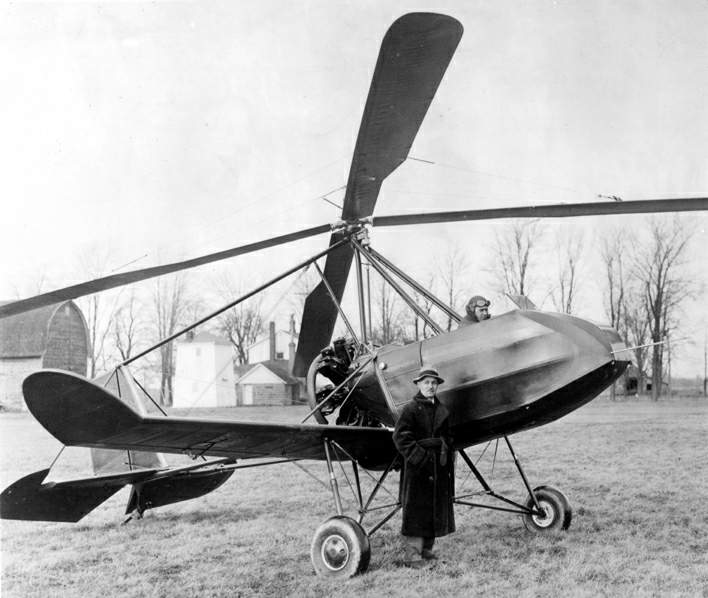
Etienne Dormoy (1906), Luftfahrtunternehmer
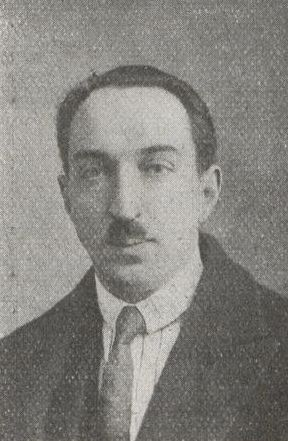
Jean Hubert (1906), Luftfahrtunternehmer und Technischer Leiter der Société des avions Bernard (heute Matra)
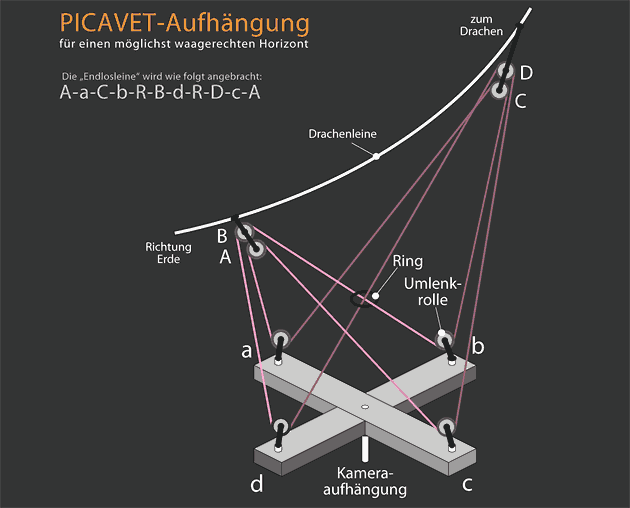
Pierre Picavet (1912), Erfinder der Picavet-Aufhängung
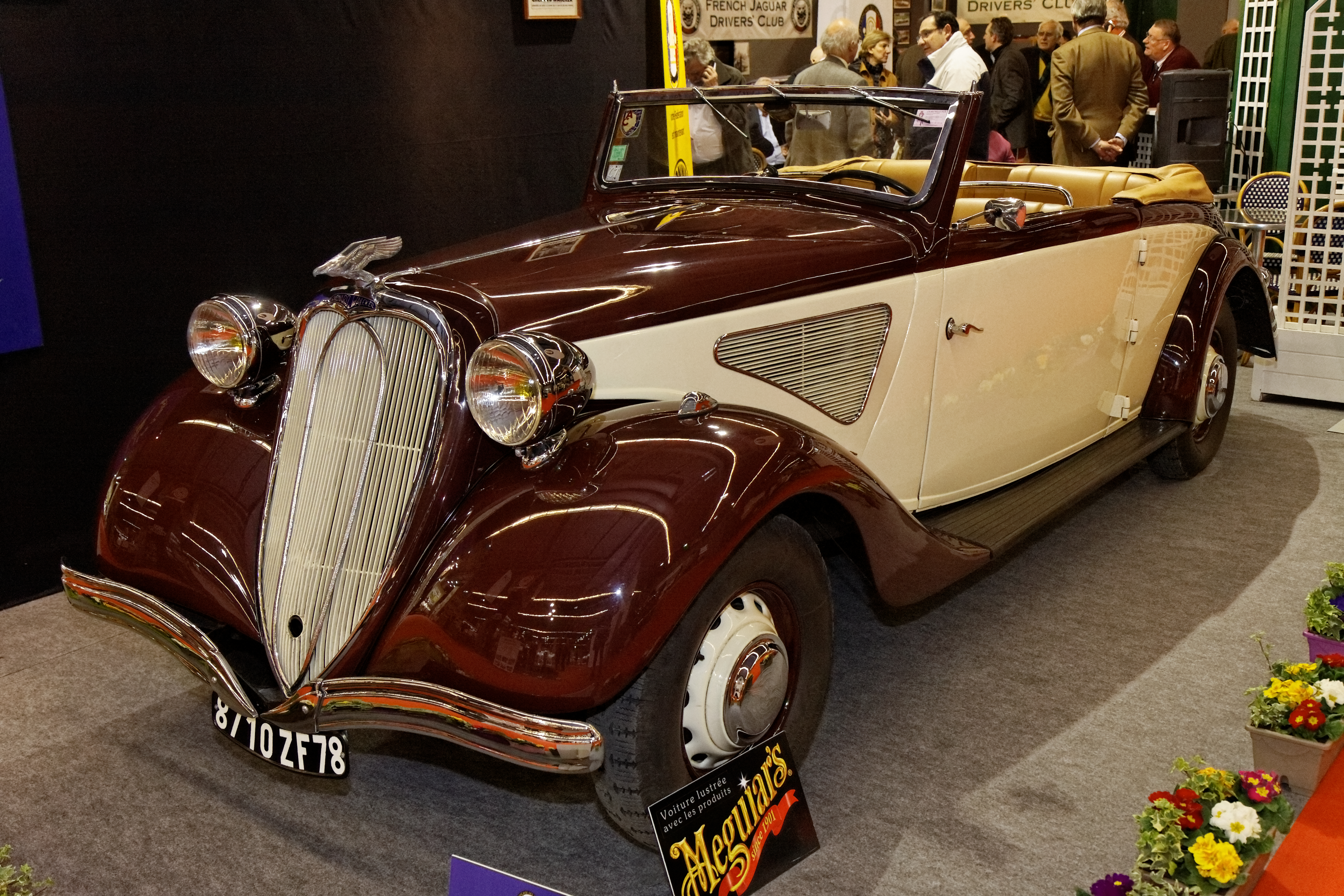
Lucien Chenard (1920), Geschäftsführer von Chenard & Walcker
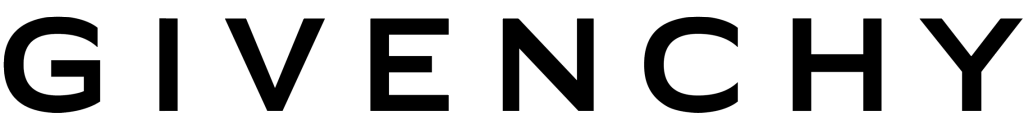
Louis Fontaine (1923), Vorstandsvorsitzender der Supermarktkette Prisunic und Mitgründer des Modeunternehmens Givenchy
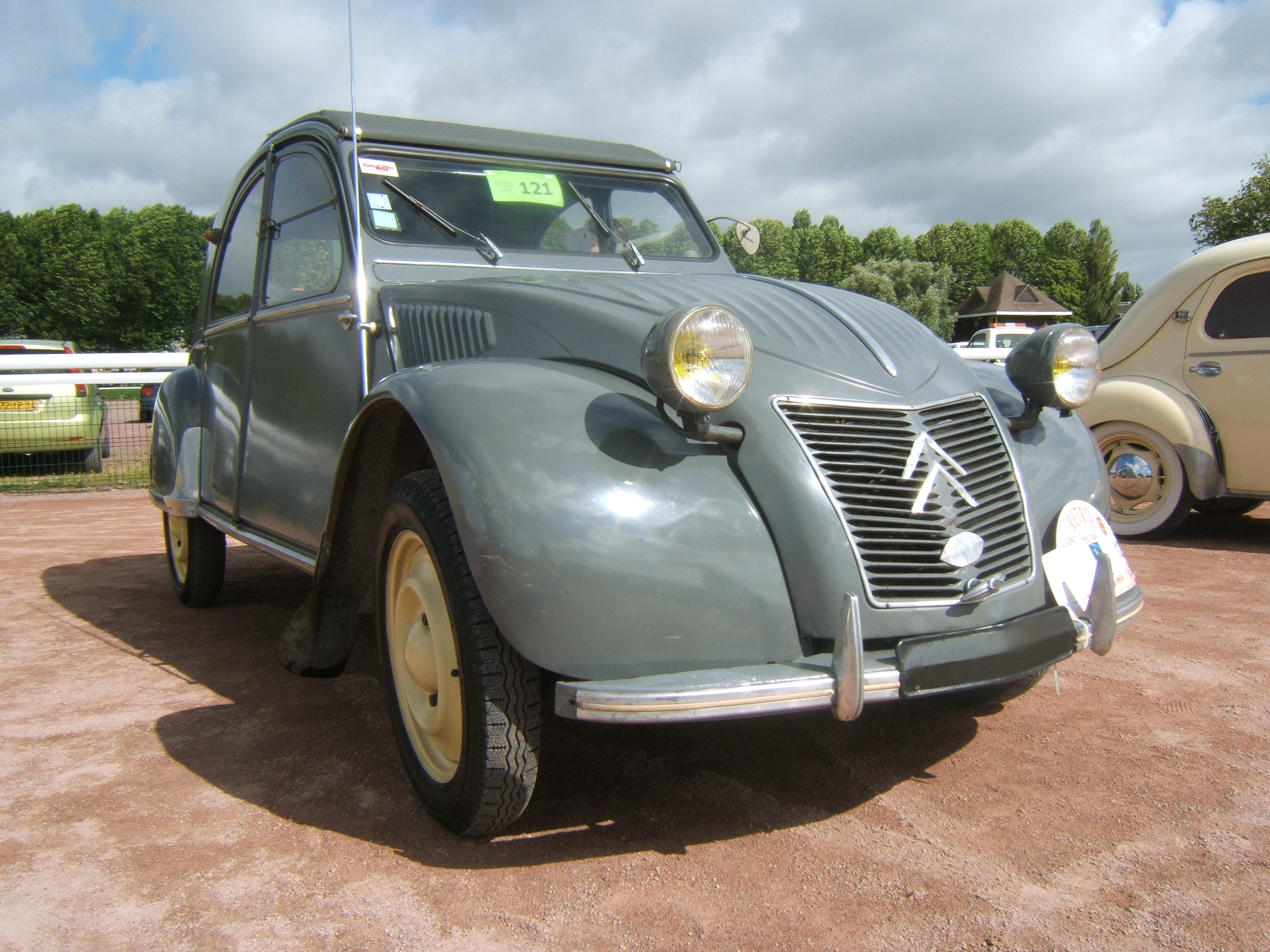
Pierre Ingueneau (1925), Produktionsleiter bei Citroën und Leiter der Großserienherstellung des Citroën 2CV
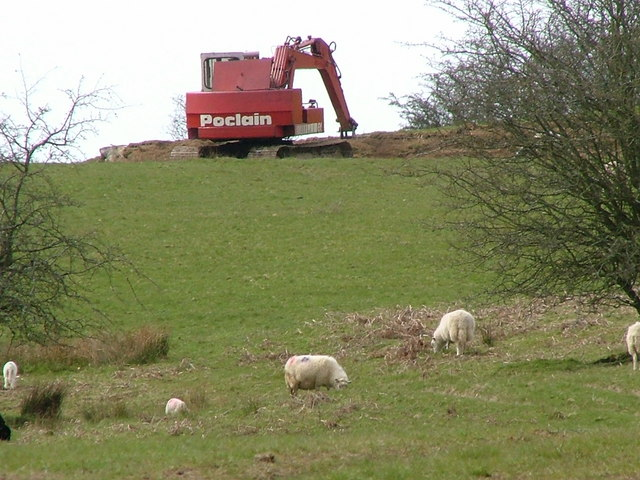
Pierre Bataille (1946) Geschäftsführer des Bagger-Herstellers Poclain
Bernard Cambier (1956), Direktor für internationale Beziehungen und Aufsichtsratsmitglied bei (Thales)
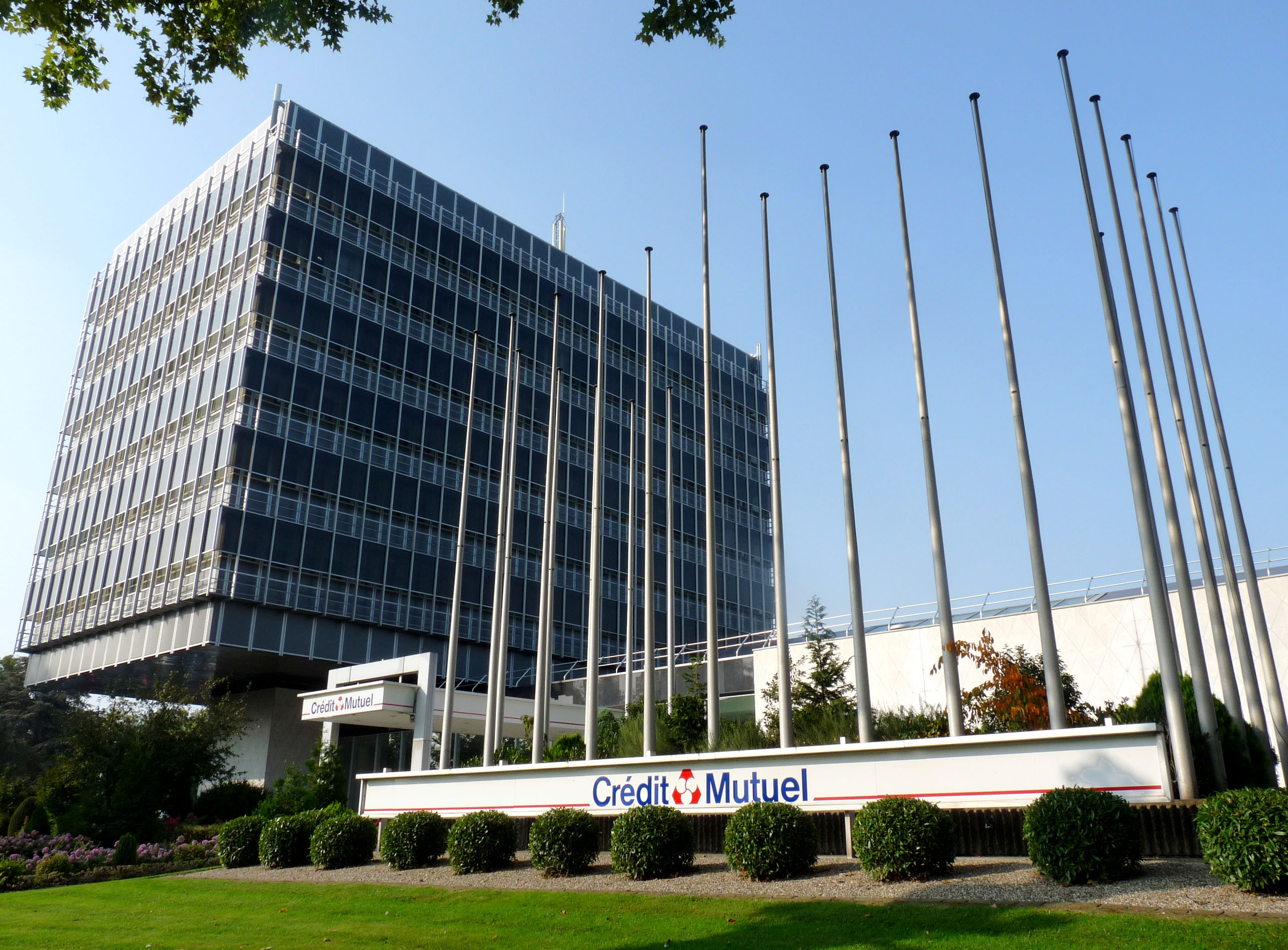
Michel Lucas (1965), Informatiker, Vorstandsvorsitzender der Crédit-Mutuel-Bank
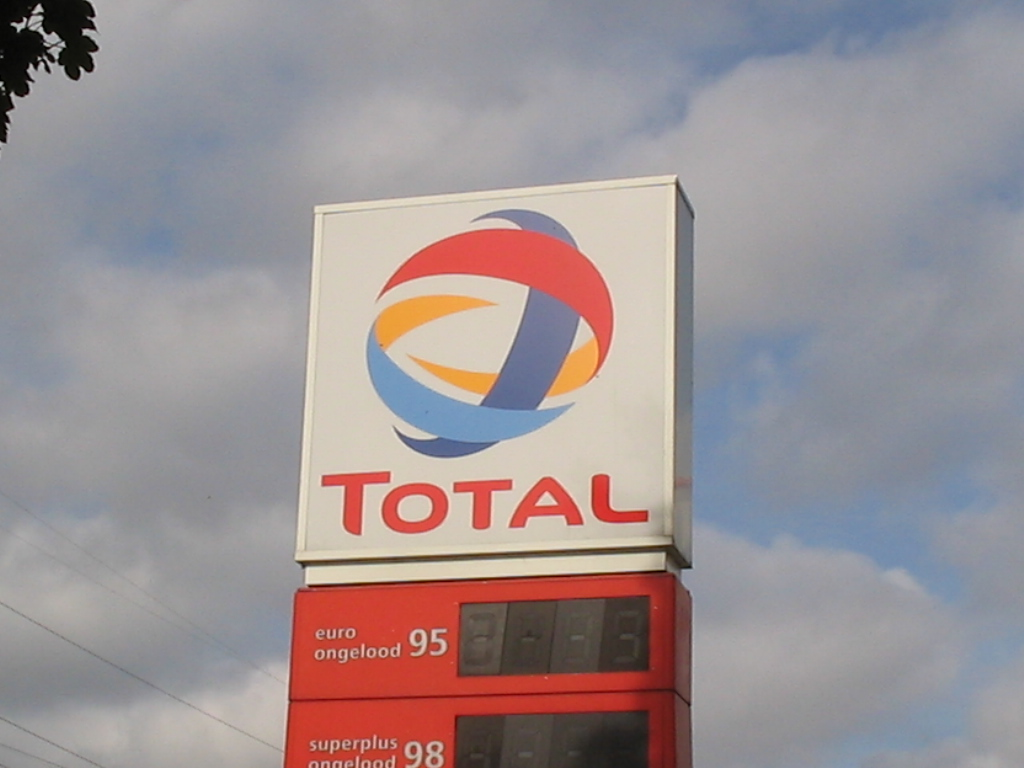
Robert Castaigne (1968), Finanzvorstand von Total
Alain Sarignac (1969), Leiter des Carminat-Programms (Navigationssystem von Renault)
Alain Fradin (1970), Vorstandsvorsitzender des Crédit Industriel et Commercial (CIC)
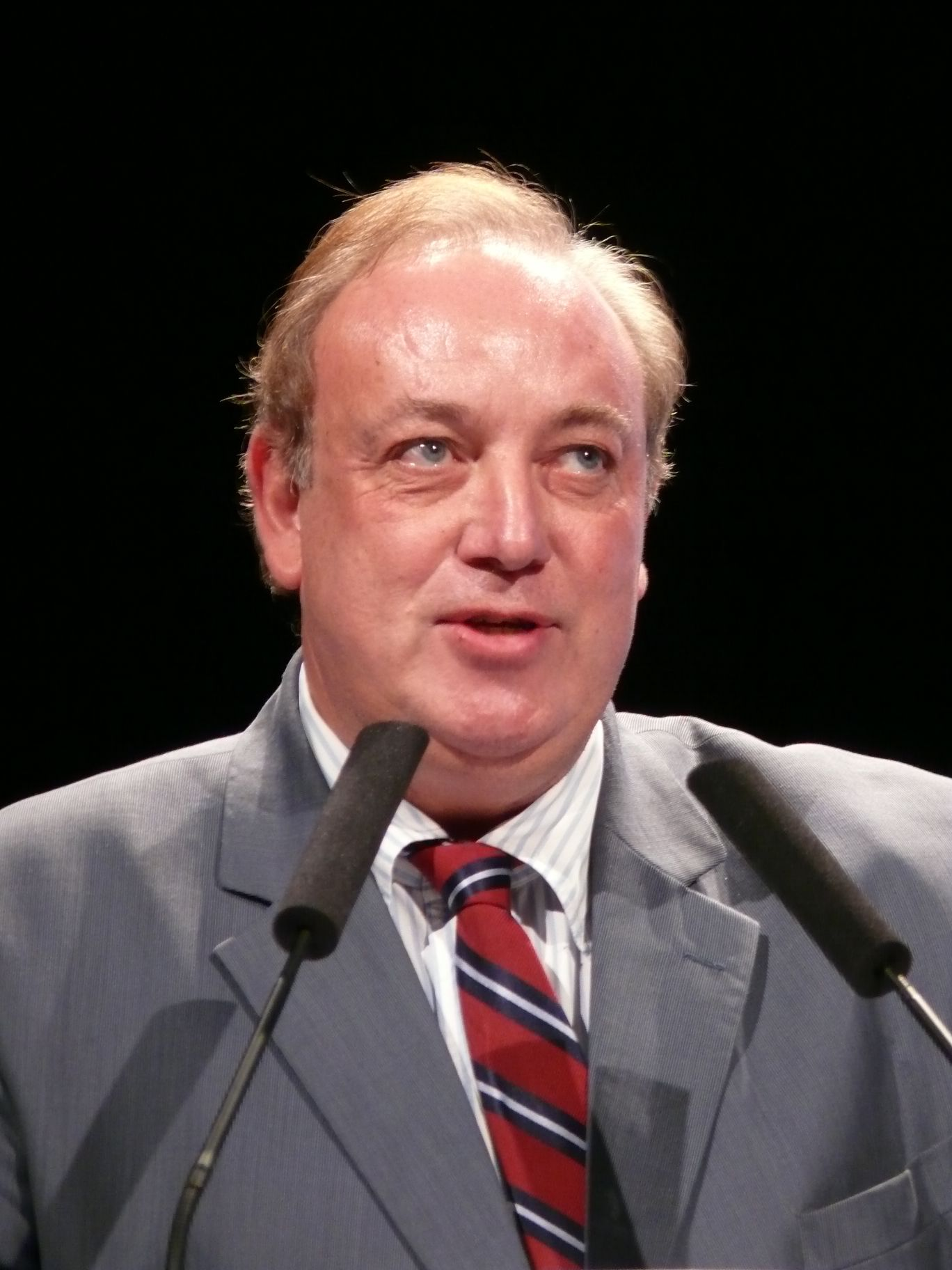
Marc-Philippe Daubresse (1976), Politiker, Minister unter Nicolas Sarkozy (2010)
Philippe Bonnave (1977), Vorstandsvorsitzender von  Bouygues Construction
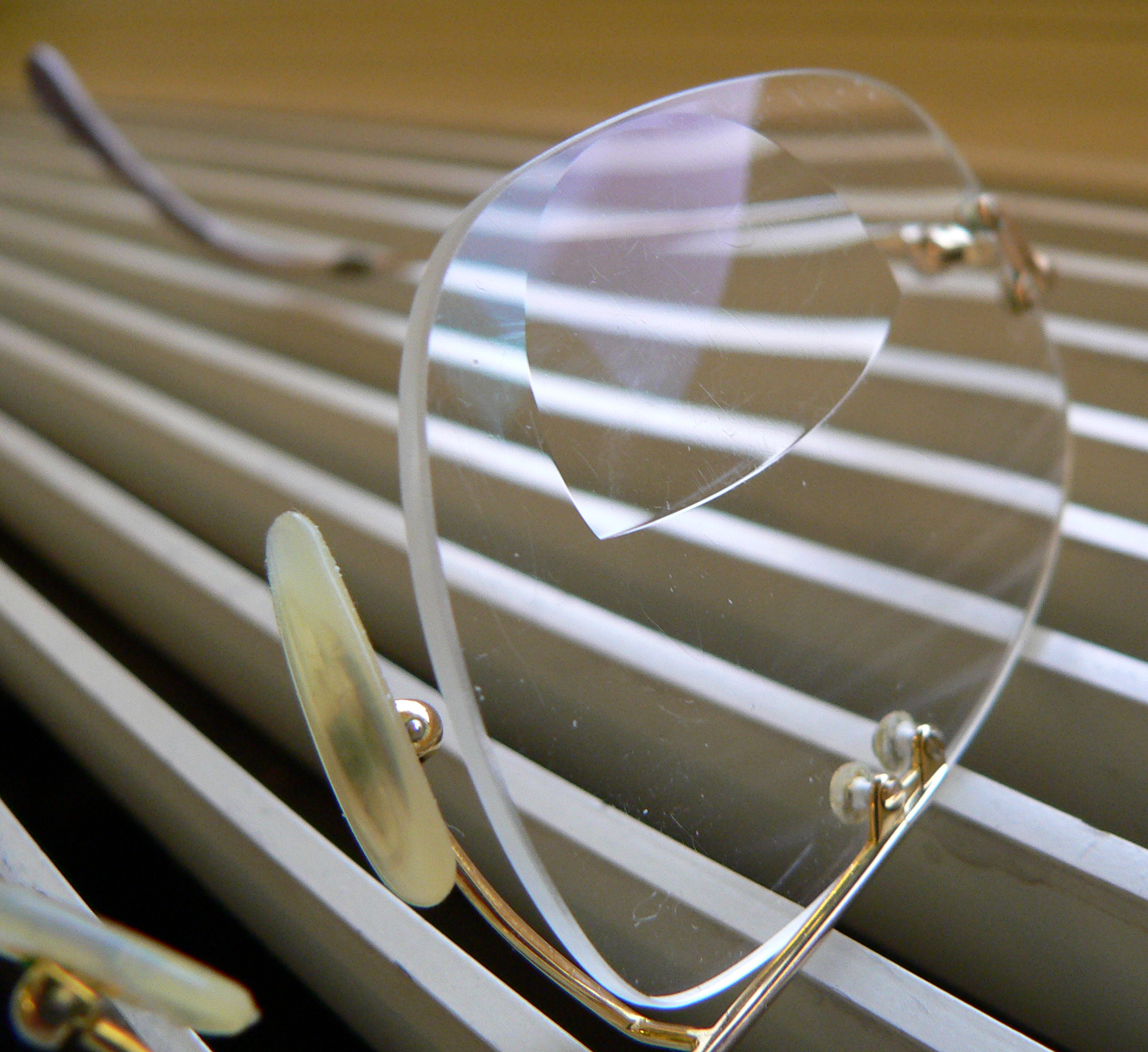
Hubert Sagnières (1980), Vorstandsvorsitzender von Essilor
Gilles Galléan (1985), technischer Vorstand von ERDF (Heute Enedis, größter Stromnetzbetreiber Frankreichs)